# 前田 (川口市)
前田（まえだ）は、埼玉県川口市の大字。郵便番号は334-0014。

## 地理
川口市の中央部の鳩ヶ谷地区にある地名であり、かつての前田村が大字となったものだったが、芝川（旧芝川）の左岸付近に小字堤外が一部残るのみとなっている。前田西公園は南鳩ヶ谷地区にある。

## 沿革
もとは江戸期より存在した足立郡平柳領に属する前田村、古くは室町期より見出せる足立郡十二月（しわす）郷のうちの前田であった。
かつての前田村の大部分は南鳩ヶ谷（町名成立時には鳩ケ谷市南）となっている。
- はじめは幕府領、1697年（元禄10年）より東叡山寛永寺領（寺領）となる[5]。
- 1871年（明治4年）11月13日 - 第1次府県統合により埼玉県の管轄となる。
- 1879年（明治12年）3月17日 - 郡区町村編制法により成立した北足立郡に属す。郡役所は浦和宿に設置。
- 1889年（明治22年）4月1日 - 町村制施行に伴い、前田村が三ツ和村・辻村・里村、および浦寺村の飛地と合併して北平柳村となり、北平柳村大字前田となる。
- 1901年（明治34年）5月3日 - 北平柳村が鳩ケ谷町に編入され[6]、鳩ケ谷町大字前田となる。
- 1940年（昭和15年）4月1日 - 鳩ケ谷町が川口市に編入され[6]、川口市大字前田となる。
- 1950年（昭和25年）11月1日 - 川口市から分離し[6]、再度鳩ケ谷町大字前田となる。
- 1967年（昭和42年）3月1日 - 鳩ケ谷町が市制施行し鳩ケ谷市となる[6]。
- 1965年（昭和40年） -  大字前田の大部分が南三〜七丁目（現南鳩ヶ谷三〜七丁目）となる[4][7]。
- 1968年（昭和43年）1月1日 - 大字前田の一部が辻の一部と併合して南八丁目となる[4][7]。
- 1973年（昭和48年）4月17日 - 大字前田の一部が緑町（現鳩ヶ谷緑町一丁目）の一部となる[4][8][5]。
- 2011年（平成23年）10月11日 - 鳩ケ谷市が川口市に合併し、川口市大字前田となる。

## 施設
- はとがや南マンション 公園
- 南鳩ヶ谷ポンプ場

## 関連文献
- 「前田村」『新編武蔵風土記稿』 巻ノ140足立郡ノ6、内務省地理局、1884年6月。NDLJP:763998/12。